# City of Swan
City of Swan är en kommun i Australien. Den ligger i delstaten Western Australia, omkring 30 kilometer nordost om delstatshuvudstaden Perth. Antalet invånare var 133 851 vid folkräkningen 2016. Arean är 1 043 kvadratkilometer.
Följande samhällen finns i Swan:
- Bullsbrook
- Midland
- Stratton
- Henley Brook
- Middle Swan
- Pearce
- Caversham
- South Guildford
- The Vines
- Guildford
- Bellevue
- Woodbridge
- Hazelmere
- Millendon
- Upper Swan
- Belhus
- Herne Hill
- Cullacabardee